# オールバニ

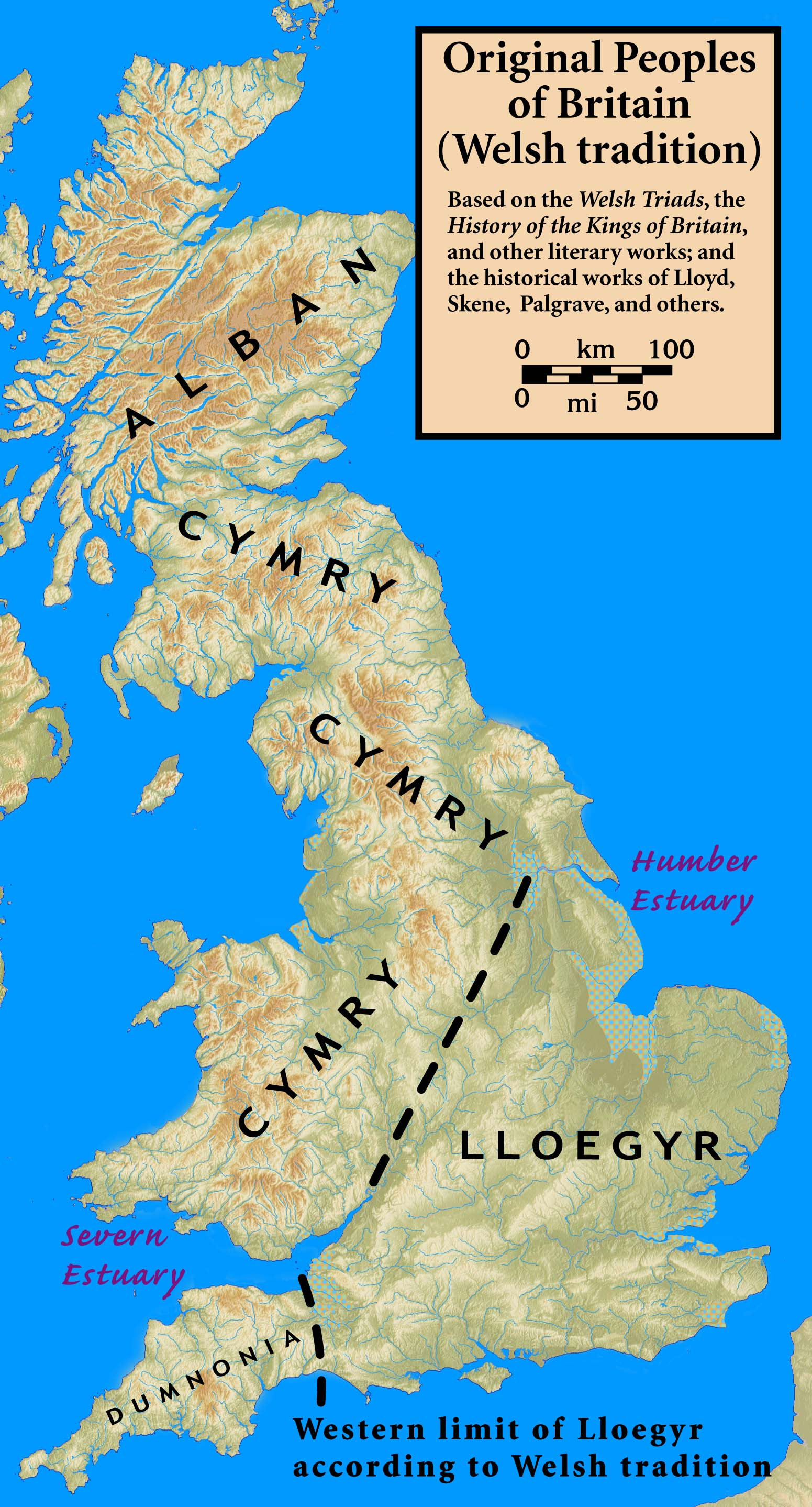
ブリテン島の元々の住民たち

オールバニ（英語: Albany）およびその元となったスコットランド・ゲール語のアルバ（Alba）は、イギリス・スコットランドの古地名および雅称である。オルバニ、オルバニー、オールバニー、アルバニーなどとも表記される。

## 概要
６世紀に、後のスコットランド王国の母体となったアルバ王国が、現在スコットランドと呼ばれる地に成立した。
スコットランド王族の称号に、オールバニ公というのがあった（スコットランドがイングランドと連合王国を形成した後は、ヨーク公と一組になり、「ヨーク及びオールバニ公」となることもあった）。世界各地（英語圏）には、歴代のオールバニ公に由来して命名された、オールバニという地名が複数ある。
英語のスペルのAlbany の語頭の A は、all や already と同じ円唇後舌半広母音[ɔ]である。これは日本語の「あ」と「お」の中間音であり、イギリス英語では「お」の方に近いのに対し、アメリカ英語では「あ」の方に近い（非円唇[ɑ]寄り）傾向がある。しかし、カタカナでは一般に「オ」で表記されることが多い。
また、イギリス英語は一般に最初の母音が長音となり「オールバニ」と発音されることが多いが、アメリカ英語、特にニューヨーク州（参照：州都のオールバニ (ニューヨーク州)）では語頭の「オ」は短く、末尾の母音が長音となり「オルバニー」と発音される傾向がある。